# Geoffrey Scott
Geoffrey Chase Scott (ur. 22 lutego 1942 w Hollywood, zm. 23 lutego 2021 w Broomfield) – amerykański aktor telewizyjny.

## Życiorys

### Wczesne lata
Urodził się w Hollywood, w stanie Kalifornia. Jego ojciec, Reed, pracował jako menedżer w wytwórni produkującej samoloty Lockheed. Scott i jego brat Don wychowali się w San Fernando Valley. na tej samej ulicy co John Wayne i Clark Gable, gdzie angażowali się w nielegalne kąpiele w basenie Gable’a.

### Kariera
Scott rozpoczął działalność w show businessie, kiedy w 1969 podpisał kontrakt z legendarnym agentem Dickiem Claytonem, który reprezentował takich artystów jak James Dean, Burt Reynolds i Jane Fonda, co doprowadziło do zawarcia kontraktu z Universal Pictures. Debiutował na małym ekranie w operze mydlanej ABC Cienie mroku (Dark Shadows, 1970) jako Sky Rumson. Następnie wystąpił w serialach CBS: Where the Heart Is (1972), Cannon (1972, 1973) z tytułową rolą Williama Conrada. W 1970 trafił na off-Broadway w przedstawieniu Lulu z Danem Hedayą.
W operze mydlanej ABC Dynastia (Dynasty, 1982-1985) pojawił się jako tenisista Mark Jennings, pierwszy mąż Krystle Carrington (Linda Evans).
Po raz pierwszy trafił na kinowy ekran dreszczowcu Sidneya Lumeta Nazajutrz (The Morning After, 1986) u boku Jane Fondy, Jeffa Bridgesa i Raula Julii.
Można go było zobaczyć także w operze mydlanej ABC Hotel (1984) z Jamesem Brolinem i Connie Selleccą, sitcomie ABC Statek miłości (The Love Boat, 1983, 1986), sitcomie FOX Świat według Bundych (Married with Children, 1987), operze mydlanej ABC Szpital miejski (General Hospital, 1989) w roli Davida McAllistera, sitcomie CBS Murphy Brown (1993) z Candice Bergen. W filmie Ang Lee Hulk (2003) wystąpił w roli prezydenta.
Scott wziął również udział w prawie 100 reklamach, w tym Marlboro, Old Spice jako żeglarz, a także Camel jako miłośnik papierosów, który „wędrował milę na wielbłądzie” w Tadź Mahal oraz serii spotów dla kawy Maxwell House.

## Życie prywatne
W latach 1960–1962 był żonaty z Tanyą Thompson. 14 czerwca 1975 poślubił Carol Englehart. 19 grudnia 1979 doszło do rozwodu. W 1983 ożenił się z Cheri Catherine, z którą miał dwóch synów - Christophera i Matthew.
Jego wielką pasją było narciarstwo.
W 1988 uległ poważnemu wypadkowi, kiedy został potrącony przez samochód podczas jazdy na rowerze. Obie nogi zostały zmiażdżone, ale z czasem doszedł do pełnego wyzdrowienia.

### Śmierć
Zmarł 23 lutego 2021, dzień po swoich urodzinach, w swoim domu w Broomfield w Kolorado w wieku 79 lat na chorobę Parkinsona.

## Filmografia

### filmy fabularne
- 1964: 140 dni pod światem (140 Days Under the World, film dokumentalny)
- 1986: Nazajutrz (The Morning After) jako Bobby Korshack
- 2003: Hulk jako prezydent

### seriale TV
- 1970: Cienie mroku (Dark Shadows) jako Sky Rumson
- 1972: Where the Heart Is jako Jeffrey Jordan
- 1974: Kojak jako Johnny Bishop
- 1979: Barnaby Jones jako Henry Scott
- 1980: Dallas jako kowboj
- 1982-85: Dynastia (Dynasty) jako Mark Jennings
- 1983: Statek miłości (The Love Boat) jako Phil Howard
- 1984-1985: Jeden plus dziesięć (1st and Ten) jako Bob Dorsey
- 1986: Statek miłości (The Love Boat) jako John Jackson
- 1987: Świat według Bundych (Married with Children) jako Gary
- 1989: Napisała: Morderstwo jako porucznik Turner
- 1989: Szpital miejski (General Hospital) jako David McAllister
- 1992: Słoneczny patrol (Baywatch) jako Jed
- 1993: Murphy Brown jako Bart
- 1994: Guiding Light jako Harlan-Billy „Billy” Lewis II